# 阿富汗中央银行
阿富汗中央银行（普什图语：د افغانستان بانک；達利語：بانک مرکزی افغانستان ）是阿富汗的中央银行以及阿富汗政府全资拥有的銀行。該銀行成立于1939年，目前在阿富汗全国拥有46家分支銀行，其中5家位于喀布尔，央行总部也位於喀布爾。